# Nemo Andi
Nemo Andi (ou Nemo Guiquita Andi), née en 1983 ou 1984 dans la communauté de Toñampare, dans la paroisse San José de Curaray (canton d'Arajuno, province de Pastaza) est une dirigeante de la nationalité Huaorani en Équateur.

## Biographie
Nemo Andi a grandi avec sa grand-mère Dayuma dans la communauté de Toñampare. Elle observe les luttes auxquelles participe sa grand-mère, contre l'extractivisme et l'exploitation pétrolière, et contre l'implantation de nouvelles exploitations agricoles sur les terres de sa communauté. Ce sont ces luttes qui l'ont « formée, comme personne et comme femme ».  À partir de ses études secondaires, Nemo Andi est confrontée à un racisme généralisé, une expérience qui l'amène à s'impliquer dans la création de l'AMWAE, l'association des femmes Huaorani pour la lutte en faveur des droits des femmes indigènes, au sein de la NAWE (Nationalité Huaorani de l'Équateur), une organisation dans laquelle Nemo Andi s'implique fortement, jusqu'à y occuper un poste de vice-présidente,. Pour elle, le patriarcat est encore très enracinés dans les organisations de son peuple, alors même que les femmes participent « plus activement que les hommes dans les processus de formation et d'éducation ces dernières années ». 
Nemo Andi a joué un rôle moteur dans la création de l'école « Antisuyu Warmikuna » ("école des femmes d'Amazonie"), une initiative soutenue par l'ONU Femmes et qui s'adresse aux onze nationalités autochtones de l'Amazonie équatorienne pour favoriser « l'autodétermination et l'autogouvernement des femmes ». 
Elle a représenté la Confédération des nationalités indigènes de l'Amazonie équatorienne à la COP26 à Glasgow. Nemo Andi est également très impliquée dans la lutte contre les féminicides et les violences faites aux femmes: 

« Le travail des femmes indigènes est très difficile, nous risquons nos vies. Le fait de mener ces luttes nous expose à des discriminations, à des agressions, mais cela ne nous empêche pas de défendre notre territoire : parce que nous savons que c'est la seule chose qui nous appartient aujourd'hui, parce c'est le foyer que nous avons hérité de nos grands-parents. Alors nous les femmes, nous sommes là pour défendre ce qui est à nous. »